# Avinguda del General Marvá
L'avinguda del General Marvà és una àmplia avinguda, situada al centre de la ciutat valenciana d'Alacant, que disposa d'un passeig central enjardinat a manera de rambla. Juntament amb les avingudes del Doctor Gadea i de Federico Soto, forma un gran eix urbà, d'un quilòmetre de longitud i perpendicular al mar, que es perllonga des de les faldes del mont Tossal fins al Parc de Canalejas, i per extensió, al port de la ciutat. Rep el seu nom de l'enginyer militar Josep Marvá i Mayer.

## Descripció
L'avinguda del General Marvà serveix de límit entre el barri d'Eixample Diputació i el del Mercat. És el carrer de l'eix Gadea-Soto-Marvà més allunyada del mar, i l'única que es veu interrompuda per una avinguda perpendicular (l'avinguda Benito Pérez Galdós). Atenent a la numeració dels carrers, l'avinguda té una orientació sud-est - nord-oest, que s'estén des de l'emblemàtica plaça dels Estels fins a les escales monumentals de Jorge Juan, que permeten l'accés al mont Tossal.
En l'extrem sud del passeig central de l'avinguda existeix un accés a l'estació subterrània d'Estels del TRAM d'Alacant.

## Punts d'interès
De nord a sud:
- Escales de Jorge Juan: escales monumentals, situades al final de l'avinguda General Marvà, per salvar el desnivell amb el Tossal.
- Plaça dels Estels: la plaça més emblemàtica de la ciutat. Separa les avingudes General Marvà i Federico Soto.